# 林上梓
林上梓，浙江瑞安人，是一名清朝政治人物。举人出身。
林上梓曾于1740年接替韩墉任嘉定县知县一职，1741年由了世隆接任。